# Lillien Jane Martin
Lillien Jane Martin (1851-1943) est une psychologue américaine. Elle publie plus de douze livres. Elle est une des premières femmes en psychologie.

## Jeunesse et éducation
Lillien Jane Martin naît le 7 juillet 1851 à Olean, New York. À l'âge de quatre ans, elle entre à l'école de filles d'Olean. Elle devient enseignante dans une école de filles du Wisconsin à l'âge de seize ans. À l'âge de 26 ans, en 1876, elle a gagné assez d'argent pour retourner à New York où elle s'inscrit au Vassar College de Poughkeepsie.
Martin obtient son AB au Vassar College en 1880 et enseigne comme professeur de sciences dans un lycée de San Francisco, en Californie. Elle poursuit ses études à l'université de Göttingen de 1894 à 1898 et reçoit un diplôme honorifique de l'Université de Bonn en 1913, alors que cette université avait refusé de l'admettre comme étudiante parce qu'elle était une femme,,.

## Carrière professionnelle
Elle commence à enseigner la psychologie à l'université Stanford en 1899. En 1906, elle partage brièvement une maison à Palo Alto avec William James. En avril, tous deux vivent le tremblement de terre de San Francisco, qui endommage gravement la maison et détruit de nombreux bâtiments sur le campus.
Après avoir quitté Stanford en 1916, Martin devient psychologue consultante et psychopathologiste. Elle dirige une clinique de santé mentale à San Francisco. Cette clinique de santé mentale est le premier établissement destiné aux personnes âgées et aux enfants non handicapés.
Elle est présidente de la California Society for Mental Hygiene, membre du Kongress für experimentelle Psychologie, de l'American Psychological Association et de Sigma Xi. Elle est aussi membre du Century Club of California, de l'American Association of University Women, du San Francisco Woman's City Club, du San Francisco Woman's Club.
Elle est l'auteur de Around the World with a Psychologist et de plusieurs ouvrages de psychologie, sur l'hygiène mentale et l'entraînement mental de l'enfant d'âge préscolaire.

## Vie privée
Elle vit dans l'Indiana puis en Californie à partir de 1895. Elle vit à Shreve Building, San Francisco, Californie. Un banc commémoratif pour elle et sa compagne de longue date Fidelia Jewett (en) (3 octobre 1851 - 21 juin 1933) est initialement placé devant leur immeuble, et il est ensuite déplacé au Parc du Golden Gate.